# Vesicularia vesicularis
Vesicularia vesicularis är en bladmossart som beskrevs av Brotherus 1908. Vesicularia vesicularis ingår i släktet Vesicularia och familjen Hypnaceae. Inga underarter finns listade i Catalogue of Life.